# 김성구
김성구 (한국 한자: 金成九, 1951년 7월 23일 ~  황해도 벽성 출생)은 한국의 1세대 마임작가이며 판토마임 배우이다. 현재 김성구마임극단을 1998년부터 운영하고 있다.

## 최근공연연보
- 첼리스트와의 퓨전콘서트/ `윤이상을 기리며`, 2000
- 국악과의 대화/ 이성천曲-`원과 직선의 사이`에 부쳐, 2000
- 시네마임1/ 겨울이야기-윈터버드, 2002
- 시네마임2/ 봄이야기-뿌구국 뿌구국, 2003
- 시네마임3/ 가을이야기-그 사람에게, 2004
- 퓨전마임/ 우수憂愁,누구라도 그러하듯이, 2006

## 수상
2000.7…제9회 서울어린이연극상 연기상/
국제아동청소년연극협회(ASSITEJ)한국지부

## 교육 이력 및 경력
- 계원예고연극과(1982~1991)
- 안양예고연극영화과(1990~1991)
- 세종대영화예술학과(2000~2002)
- 명지대사회교육원무용과
- 중앙대연극학과,경희대무용학과대학원
- 공주대 사범대학 무용교육과, 경기대연극학과 특강
- 극단가교,떼아트르 추,극단미추 등 마임워크샵
- 50여 차례의 마임교실 개최